# 北山純一
北山 純一（きたやま じゅんいち、1981年12月16日 - ）は、日本のミュージシャン。元関西ジャニーズJr.であり、ロックバンド「あのHUMPTY」の元ギタリスト。京都府宇治市出身。

## 来歴
- 1995年8月22日にジャニーズ事務所に入所。
  - Jr.時代は田中純弥・野中和久・現関ジャニ∞の横山裕らと共に「Kanjani Knight」という4人の看板番組を持つなど関西Jr.を世に知らしめた。バックには現関ジャニ∞の渋谷すばる・村上信五等がいた。
  - テレビ番組『なんじゃに?!関ジャニ』等、看板番組を持ちJr.ブームの火付け役として活躍する。
- 1997年〜1998年、舞台「Kyo to Kyo」（京都シアター1200（現在の京都劇場））に出演、1日5公演を2年間行う。
- 1998年11月、事務所を田中純弥と共に脱退した。
- 1999年、インディーズバンド「JAVELIN HEAD」を、元関西ジャニーズJr.の田中純弥・野中和久らと結成。ギタリストとして活躍。1999年に京都府・文化パルク城陽プラムホールにて1300人ソールドアウトを達成するなど、京都ワンマンライブを中心に活動したが、2002年に解散。
- 2002年よりインディーズロックバンド「HUMPTY」を田中・野中らと結成。ギタリストとして活動する。
- 2006年野中の脱退を機にバンド名をあのHUMPTYに改名。
- 2007年3月12日、TBSで放送されていた情報バラエティ番組『オビラジR』に出演。
- 2007年4月テレビ朝日系で放送されていたストリートミュージシャンを紹介する音楽番組『ストリートファイターズ』に出演、ネット投票で全国1位を獲得。
- 2007年10月yahooミュージックオーディション「WHO’S NEXT?」に出場。生放送のネット番組内で全国3位を獲得。
- 2007年11月18日に代官山UNITでおこなわれた、声優朴璐美等によるアニメ店長B'店長候補生LIVEにサポートギターとして参加。
- 2007年11月25日に横浜BLITZでおこなわれた、声優森川智之や石川英郎等が出演する私立荒磯高等学校生徒会執行部＋WILD ADAPTER LIVE「Go the Limit」にリズムギターで参加。
- 2009年10月4日、日本青年館でのあのHUMPTYワンマンライブ「日本青年館、押さえてみた」にてソールドアウトの1300人を動員。
- 2009年7月25日、2010年3月27日にSHIBUYA-AXにて行われたピコのワンマンLIVEにバックバンドとして参加。
- 2010年10月、1st Single「飲み過ぎんなよ〜Yaaaahバババイ〜」発売。渋谷スクランブル交差点をはじめ、渋谷の8つの大型街頭ビジョンにPV SPOTが放映される。レコチョクでダウンロード1位となる。YouTubeでは計150万再生を超えるヒットとなる。
- 2011年5月、あのHUMPTYのアルバム『LOVE』発売ワンマンライブを赤坂BLITZにて開催。
- 2012年6月、ブログにて脱退を発表。8月に京都と東京で行われたあのHUMPTYワンマンライブ「ありがとう☆純一 そして伝説へ」を最後に脱退。

## 主な出演作品

### テレビ番組
- キスした?SMAP 朝日放送（1993年4月4日 - 1996年9月24日）
- 堂本剛のDO-YA! 朝日放送とテレビ朝日 （1996年10月1日 - 1997年9月30日）
- Kanjani Knight 関西テレビ (1997年 - 1998年)
- なんじゃに!?関ジャニ 関西テレビ (1998年4月9日 - 9月24日)
- オビラジR （1997年3月12日、TBS）

### CM
- 農協オレンジジュース

### 雑誌
- 「MUSiQ?」（2008年8月30日発売）

### 舞台
- Kyo to Kyo - 京都シアター1200（1997年 - 1998年）

### 出版物
- 「男のコのための超楽々エレキ塾☆」（2010年2月25日）YAMAHA music media corporation
- 「男のコのための超楽々アコギ塾☆」（2010年2月25日）YAMAHA music media corporation

### ライブ活動

#### JAVELIN HEAD
- 1999年 - 2002年、年間約20本のワンマンライブを行っていた。

## ディスコグラフィ
- 私立荒磯高等学校生徒会執行部+WILD ADAPTER LIVE DVD「Go the Limit」（2008年3月21日）価格: ¥6,156 (税込)　MMBV-4005